# Militära underrättelse- och säkerhetstjänsten
Militära underrättelse- och säkerhetstjänsten (MUST) är Försvarsmaktens centrala organ för militär underrättelse- och säkerhetstjänst. Myndigheten producerar underrättelser om utländska aktörer, bedömer säkerhetshot mot Sverige och leder det militära säkerhetsskyddet. MUST ingår i Högkvarteret och lyder direkt under överbefälhavaren.
Verksamheten är organiserad i tre huvudsakliga kontor:
- Underrättelsekontoret (UNDK): Analyserar och producerar militär underrättelseinformation.
- Säkerhetskontoret (SÄKK): Ansvarar för säkerhetsskydd, kontraspionage och personalsäkerhet.
- Kontoret för särskild inhämtning (KSI): Genomför personbaserad underrättelseinhämtning.

Sveriges alla försvarsattachéer är underställda MUST.

## Historik
Militära underrättelse- och säkerhetstjänsten (MUST) bildades den 1 juli 1994 genom en sammanslagning av Underrättelse- och säkerhetsledningen (USL) och Underrättelse- och säkerhetskontoret (USK).

## Verksamhet
MUST bedriver Sveriges militära underrättelse- och säkerhetstjänst. Uppgifterna omfattar inhämtning, analys och delgivning av underrättelser, säkerhetsskydd för Försvarsmakten samt stöd till nationella och internationella beslutsfattare i fred, kris och krig.

### Samarbete
MUST samarbetar nära med övriga försvarsunderrättelsemyndigheter, främst Försvarets radioanstalt (FRA), men även Totalförsvarets forskningsinstitut (FOI) och Försvarets materielverk (FMV). Tjänsten samordnar dessutom underrättelse- och säkerhetsskyddsinsatser med Säkerhetspolisen (Säpo) för att täcka både militära och civila intressen.

### Personal
Ett okänt antal anställda har så kallad skyddad befattning (MUA). Dessa medarbetare använder sifferbeteckning eller alias för att motverka rekryteringsförsök från främmande makt.  
År 2019 var cirka 70 % av personalen civilanställd.

### Ledning
MUST leds sedan 2022 av generallöjtnant Thomas Nilsson. Ställföreträdande chef är brigadgeneral Henrik Garmer, som tillträdde i september 2023.

## Underrättelsekontoret (UNDK)
UNDK leder Försvarsmaktens underrättelseverksamhet. Kontoret tar fram beslutsunderlag till Högkvarteret och Försvarsdepartementet samt lämnar underrättelsestöd till svenska förband, både i och utanför landet. Uppgifterna omfattar inhämtning, bearbetning och analys av information om omvärldsutveckling, yttre hot mot Sverige och svenska intressen. Resultaten används för att bedöma motståndarens handlingsmöjligheter och förbereda egna åtgärder. Inhämtningen sker med både hemliga metoder och öppna källor, såsom press- och internetbevakning.

## Säkerhetskontoret (SÄKK)
SÄKK ansvarar för Försvarsmaktens militära säkerhetstjänst, vilken omfattar säkerhetsunderrättelsetjänst, säkerhetsskydd och signalskydd. Kontoret identifierar säkerhetshot, föreslår skyddsåtgärder och följer upp deras genomförande. Vanliga hotkategorier är:  
- Främmande underrättelseverksamhet
- Kriminalitet
- Subversion
- Sabotage
- Terrorism

## Förbandschefer
- 1994–1999: Generalmajor Erik Rossander
- 1999–2003: Generalmajor Håkan Syrén
- 2004–2007: Generalmajor Håkan Petterson
- 2007–2012: Generalmajor Stefan Kristiansson
- 2012–2019: Generalmajor Gunnar Karlson
- 2019–2023: Generalmajor Lena Hallin [a]
- 2023–20xx: Generallöjtnant Thomas Nilsson [b]

## Namn, beteckning och förläggningsort
| Militära underrättelse- och säkerhetstjänsten | 1994-07-01 | – |  |

| MUST | 1994-07-01 | – |  |

| Stockholms garnison (F) | 1994-07-01 | – |  |